# 錢鎮
錢鎮（1509年—1596年），字守中，號南离，改號澹菴，浙江湖州府歸安縣人，民籍，明朝政治人物。

## 生平
師從唐樞。嘉靖十九年（1540年）庚子科浙江鄉試第八十六名舉人，三十八年（1559年）中式己未科會試第十一名，二甲第四十三名進士。授兵部武庫司主事，升兵部武選司郎中，稱病歸。歸鄉後，创建思溪精舍，又结逸老社。

## 著作
著有《澹菴集》、《經正錄》、《学术书内外篇》、《国计边防风俗书》。

## 家族
曾祖錢讓；祖父錢玢；父錢玉，贈兵部員外郎。母吳氏。永感下。兄錢欽，弟錢錫，字与冲，嘉靖三十四年舉人，本年赴任赶考時卒于景州连镇。